# Encore un soir
| Оценки критиков      | Оценки критиков |
| Источник             | Оценка          |
| -------------------- | --------------- |
| Allmusic             | [ 1 ]           |
| Entertainment Weekly | (B)             |
| La Presse            | [ 3 ]           |
| Toronto Star         | [ 4 ]           |

Encore un soir (рус. Ещё один вечер) — франкоязычный альбом Селин Дион, релиз которого состоялся 26 августа 2016 года на лейбле Columbia Records. Это её первый альбом на французском языке после Sans attendre, выпущенного 4 годами ранее. Encore un soir имел большой коммерческий успех в франкоговорящих регионах, возглавив чарты в Канаде, Бельгии, Франции и Швейцарии. Во всём мире альбом разошёлся тиражом около 1,5 млн экземпляров.

## Создание
Альбом ознаменовал возвращение к сотрудничеству Дион с Жаном-Жаком Гольдманом, под чьим руководством певица выпустила 3 альбома в 1990-х — начале 2000-х годов, в том числе D'eux, который разошёлся тиражом 10 млн экземпляров и стал самым успешным альбомом на французском языке. По словам Гольдмана, за эти годы он написал для неё всё, что мог, однако спустя 12 лет после их последней совместной работы 1 fille & 4 types, появилась песня «Encore un soir», которая стала заглавной для готовящегося франкоязычного альбома, над которым певица работала в это время. В интервью для ролика, рассказывающего о создании трека, Дион призналась, что сама позвонила Гольдману и спросила, сможет ли он написать для неё песню, в которой бы говорилось «о ходе времени», и эта идея натолкнула его на создание «Encore un soir». Композиция посвящена мужу Дион Рене Анжелилу, чью жизнь унёс рак в январе того же года.
На этом альбоме певице впервые удалось поработать с такими авторами, как Серж Лама и Франсис Кабрель, которые вместе написали для Дион «Plus qu’ailleurs» (рус. За пределами). Кроме того, она продолжила давнее сотрудничество с Жаком Венерузо, приложившим руку к созданию «Si c'était à refaire» (рус. Если бы можно было всё повторить), а также вновь исполнила песни на тексты Grand Corps Malade, во второй раз после их совместной работы на предыдущем франкоязычном альбоме Дион Sans attendre.
Песня «À la plus haute branche» (рус. На самой высокой ветке) попала в альбом при помощи народного голосования. Во время пресс-конференции в Лас-Вегасе в августе 2015 года Дион объявила о конкурсе, предложив авторам присылать ей свои произведения. Из более чем 4000 претендентов специальное жюри выбрало 25, которые предстали на суд публики. Около 70 000 слушателей приняло участие в голосовании, по результатам которого победителем был признан Даниель Пикард, 51-летний франкоканадский актёр, работающий в области дубляжа. По словам Пикарда, он всегда сочинял песни для собственного удовольствия, как любитель, параллельно своей основной профессии. Первый набросок «À la plus haute branche» был создан в 2012 году под влиянием смерти друга детства Пикарда, и когда Дион объявила о том, что ищет материал, он вспомнил об этой песне. Сам Пикард рассказывал, что сперва колебался, поскольку знал, что певица переживала тяжёлые времена в связи с болезнью мужа, но в итоге он решил закончить её, и записал демо-версию в своей домашней студии при помощи вокалистки Паскаль Монтрёй. Вступительная часть представляет собой первые строки известной французской народной песни начала XVII в. «À la claire fontaine».
«Ordinaire» (рус. Обычная) — кавер-версия квебекской классики, впервые записанной Робером Шарльбуа в 1970 году, одна из любимых песен Анжелила. Летом 2015 года Шарльбуа позвонил автору оригинального текста Муфф (Клодин Монфетт) с новостью о том, что Дион хочет записать свою версию песни, и попросил адаптировать текст специально для неё. Речь шла не просто о феминизации текста, а о том, чтобы переписать слова таким образом, чтобы они соответствовали опыту Дион. Так, например, строки «Может, я и покурил бы травку, выпил бы немного пива, пошумел бы с большим Пьером» были изменены на «Я бы помузицировала с бокалом вина с мамой, сёстрами и братьями», а слова «Придут другие, более молодые и безрассудные, чтобы танцевать бугалу» были заменены на «Я надеюсь оставить в вас свой след и навсегда запечатлеть в ваших сердцах только любовь и счастье», однако общая идея текста осталась неизменной. Новая версия была завершена к сентябрю и записана в несколько этапов начиная с декабря 2015 года. Первая реакция публики на изменённый текст была неоднозначной, однако адаптация получила благословение самого Шарльбуа, который даже исполнил новую версию от своего лица для Дион в телешоу Мишеля Друкера «Le grand show».
В подарочное издание альбома вошла ремастированная версия песни Дион «Trois heures vingt» (рус. Три часа двадцать минут), выпущенная на её альбоме Mélanie в 1984 году. Композиция была написана Патриком Лемэтром и Эдди Марне, который являлся постоянным автором Дион на раннем этапе её карьеры. «Trois heures vingt», согласно последней воле Рене Анжелила, стала одной из четырёх песен, прозвучавших на его похоронах в Соборе Монреальской Богоматери 22 января 2016 года. По словам Дион, Анжелил умер между тремя и четырьмя часами утра.

## Продвижение
Летом 2016 года в преддверии выхода альбома состоялся летний концертный тур Дион, охвативший Бельгию, Францию и Квебек. В период с 20 июня по 31 августа Дион дала 28 концертов, в рамках которых были исполнены несколько песен с альбома: «Trois heures vingt», «Encore un soir», «Ordinaire» и «À la plus haute branche», которая была включена в программу канадских шоу. В то же время в Париже прошла запись двух телепередач, которые были показаны по французскому телевидению осенью. 7 сентября 2016 года на телеканале «M6» состоялась трансляция шоу «Music Show — 100 % tubes 2016», в рамках которого Дион исполнила «Encore un soir» и «Les yeux au ciel». Обе песни были исполнены ещё раз в программе «Le grand show», которая была показана на «France 2» 1 октября 2016 года. Кроме того, в 2017 году несколько песен с альбома были включены во франкоязычную программу её летнего европейского концертного тура.
В поддержку альбома не было выпущено ни одного музыкального клипа.

## Список композиций
| №   | Название                  | Автор(ы)                                                               | Продюсер(ы)                      | Длительность |
| --- | ------------------------- | ---------------------------------------------------------------------- | -------------------------------- | ------------ |
| 1.  | «Plus qu'ailleurs»        | Франсис Кабрель Серж Лама                                              | Жак Венерузо Патрик Ампартзумиан | 3:38         |
| 2.  | «L'étoile»                | Grand Corps Malade Манон Ромити Сильвио Лисбон Флоран Мот              | Лисбон Tiborg                    | 3:14         |
| 3.  | «Ma faille»               | Zaho Людовик Каркет Терри Мари-Луиз Флавьен Компаньон Джоржио Туинфорт | Zaho Каркет Мари-Луиз            | 3:51         |
| 4.  | «Encore un soir»          | Жан-Жак Гольдман                                                       | Гольдман Янн Масе Люк Леруа      | 4:23         |
| 5.  | «Je nous veux»            | Нельсон Минвилл Марк Дюпре                                             | Умберто Гатика Скотт Прайс       | 3:58         |
| 6.  | «Les yeux au ciel»        | Grand Corps Malade Ромити Лисбон Мот                                   | Лисбон                           | 2:57         |
| 7.  | «Si c'était à refaire»    | Алис Гиол Венерузо                                                     | Венерузо Тьерри Бланшар          | 3:52         |
| 8.  | «Ordinaire»               | Клодин Монфетт Робер Шарльбуа Пьер Надо                                | Прайс Гатика                     | 4:44         |
| 9.  | «Tu sauras»               | Zaho Каркет Мари-Луиз Туинфорт                                         | Zaho Каркет Мари-Луиз            | 3:26         |
| 10. | «Toutes ces choses»       | Минвилл Дюпре                                                          | Гатика Прайс                     | 3:24         |
| 11. | «Le bonheur en face»      | Ромити Лисбон Мот                                                      | Лисбон                           | 2:55         |
| 12. | «À la plus haute branche» | Даниель Пикард                                                         | Гатика Прайс                     | 4:50         |

| №   | Название                          | Автор(ы)                 | Продюсер(ы)           | Длительность |
| --- | --------------------------------- | ------------------------ | --------------------- | ------------ |
| 13. | «À vous»                          | Zaho Каркет Мари-Луиз    | Zaho Каркет Мари-Луиз | 3:46         |
| 14. | «Ma force»                        | Вианне Бюро              | Прайс Гатика          | 4:14         |
| 15. | «Trois heures vingt» (Remastered) | Эдди Марне Патрик Лемэтр | Марне Руди Паскаль    | 3:37         |

## Чарты
| Чарт (2016)                       | Позиция |
| --------------------------------- | ------- |
| Австрия (Ö3 Austria)              | 15      |
| Бельгия/Фландрия (Ultratop)       | 1       |
| Бельгия/Валлония (Ultratop)       | 1       |
| Канада (Canadian Albums Chart)    | 1       |
| Чехия (ČNS IFPI)                  | 2       |
| Нидерланды (Album Top 100)        | 7       |
| Франция (SNEP)                    | 1       |
| Германия (Offizielle Top 100)     | 16      |
| Венгрия (MAHASZ)                  | 20      |
| Италия (Classifica album)         | 3       |
| Республика Корея (Circle)         | 58      |
| Польша (ZPAV)                     | 6       |
| Португалия (AFP)                  | 13      |
| Quebec Albums (ADISQ)             | 1       |
| Шотландия (Scottish Albums Chart) | 70      |
| Испания (PROMUSICAE)              | 18      |
| Швейцария (Schweizer Hitparade)   | 1       |
| Великобритания (UK Albums Chart)  | 88      |
| US Top Album Sales (Billboard)    | 96      |
| US World Albums (Billboard)       | 1       |

| Чарт (2016)                     | Позиция |
| ------------------------------- | ------- |
| Бельгия/Фландрия (Ultratop)     | 43      |
| Бельгия/Валлония (Ultratop)     | 1       |
| Canadian Albums (Billboard)     | 11      |
| Франция (SNEP)                  | 2       |
| Венгрия (MAHASZ)                | 78      |
| Швейцария (Schweizer Hitparade) | 7       |

## Сертификации и продажи
| Регион | Сертификация  | Продажи   |
| --- | ------------- | --------- |
| Бельгия (BEA) | Платиновый    | 30 000*   |
| Канада (Music Canada) | 2× Платиновый | 160 000^  |
| Франция (SNEP) | Бриллиантовый | 800 000   |
| Швейцария (IFPI Switzerland)                                                                                             | Платиновый    | 20 000^   |
| Итого |               |           |
| Мир |               | 1 500 000 |
| * Данные о продажах приведены только на основе сертификации. ^ Данные о тиражах приведены только на основе сертификации. |               |           |

## Хронология релиза
| Регион | Дата            | Лейбл    | Формат                             | Каталог                 |
| ------ | --------------- | -------- | ---------------------------------- | ----------------------- |
| Мир    | 26 августа 2016 | Columbia | CD с 13 песнями                    | 889853371723 (Standard) |
| Мир    | 26 августа 2016 | Columbia | CD с 15 песнями                    | 889853438129 (Deluxe)   |
| Мир    | 26 августа 2016 | Columbia | 2LP с 15 песнями + CD с 15 песнями | 889853371716 (LP)       |
| Мир    | 25 ноября 2016  | Columbia | CD с 15 песнями + календарь        | 889853865420 (Calendar) |